# Holosiro acaroides
Espèce
Holosiro acaroides est une espèce d'opilions cyphophthalmes de la famille des Sironidae.

## Distribution
Cette espèce est endémique des États-Unis. Elle se rencontre dans les chaînes côtières du Pacifique en Oregon, au Washington et en Californie.

## Description
La femelle holotype mesure 1,8 mm.

## Systématique et taxinomie
Cette espèce a été décrite par Ewing en 1923. Elle est placée dans le genre Siro par Newell en 1947 puis dans le genre Holosiro par Karaman en 2022.

## Publication originale
- Ewing, 1923 : « Holosiro acaroides, new genus and species, The only new world representative of the mite-like phalangids of the suborder Cyphophthalmi. » Annals of the Entomological Society of America, vol. 16, p. 387–390 (texte intégral).